# كارل راسموسن
كارل راسموسن (بالنرويجية: Karl Johan Rasmussen)‏ (و. 1973  م) هو عداء مراثوني نرويجي.

## روابط خارجية
- كارل راسموسن على موقع الاتحاد الدولي لألعاب القوى (الإنجليزية)